# Вавилонская карта мира
Вавилонская карта мира — глиняная табличка поздневавилонского периода из Месопотамии, где изображается карта известного вавилонянам мира, которая содержит как реальные географические объекты, так и мифологические элементы. Табличка хранится в Британском музее (под номером BM 92687) и является единственной известной сохранившейся картой мира из региона. Исходя из анализа написания топонимов, учёные датируют карту концом VIII — началом VII века до н. э.

## Общие сведения
Табличка структурно разделяется на три части: графическая карта с подписями, текст на лицевой стороне и текст на обратной стороне. Нет окончательного мнения о том, как связаны и связаны ли вообще текстуальные элементы с собственно картой, так как оба текста затрагивают только мифологические элементы и используют для этого терминологию иногда отличную от самой карты.
В связи с ошибкой в первоначальном каталоге Британского музея, точное место обнаружения таблички остаётся неизвестным, однако вероятно, что она была частью нововавилонских документов, обнаруженных в Сиппаре. Неясно до конца и предназначение таблички, есть предположения о том, что табличка представляла собой отдельный информационный элемент, или иллюстрацию к другому мифологическому тексту или литературному произведению, или даже ученическую копию более подробной карты. С другой стороны понятно, что табличка по замыслу была в основном предназначена для рассказа об удалённых землях и объектах.
С картографической точки зрения многие реальные географические объекты нанесены небрежно с грубыми ошибками в масштабировании и меньшими ошибками в относительном расположении объектов друг от друга. Вавилонская карта мира была впервые опубликована в 1889 году, эта и последующая публикации привлекали большое внимание в связи с её уникальностью.

## Структура карты
Все реальные географические объекты расположены в пределах двух концентрических кругов. Круги обозначают мировой океан, названный «горькой рекой» (имеется в виду «солёная вода»). Из других текстов известно, что таким словосочетанием вавилоняне обозначали как Персидский залив, так и Средиземное море. Параллельные линии внутри кругов не подписаны, однако очевидно изображают Евфрат. Внешние треугольники представляют собой различные мифологические объекты, которые также упоминаются в текстах на табличке. По одной из версий данные треугольники — это горы, изображенные сбоку, в отличие от остальной карты, которая изображена как вид сверху. Карта могла содержать либо 7, либо 8 таких треугольников, только 4 из которых как-то сохранились. Два из них уверенно связываются с далёкими землями, упоминаемыми в Эпосе о Гильгамеше, и, возможно, все из них являются мифологическими объектами из этого эпоса.
|  | 1. "Гора" (аккад. šá-du-ú) 2. "Город" (аккад. uru) 3. Урарту (аккад. ú-ra-áš-tu) 4. Ассирия (аккад. kuraš+šurki) 5. Der (аккад. dēr) 6. ? 7. болото (аккад. ap-pa-ru) 8. Сузы (столица Элам) (аккад. šuša) 9. Канал/"отток" (аккад. bit-qu) 10. Бит-Якин (аккад. bῑt-ia-᾿-ki-nu) | 11. "Город" (аккад. uru) 12. Habban (аккад. ha-ab-ban) 13. Вавилон (аккад. tin.tirki), разделяемый Евфратом на две части 14 — 17. Океан (солёная вода, аккад. idmar-ra-tum, дословно «горькая река») 18 — 22. "внешние" объекты 23 — 25. Неподписанные объекты |